# Old Monkland

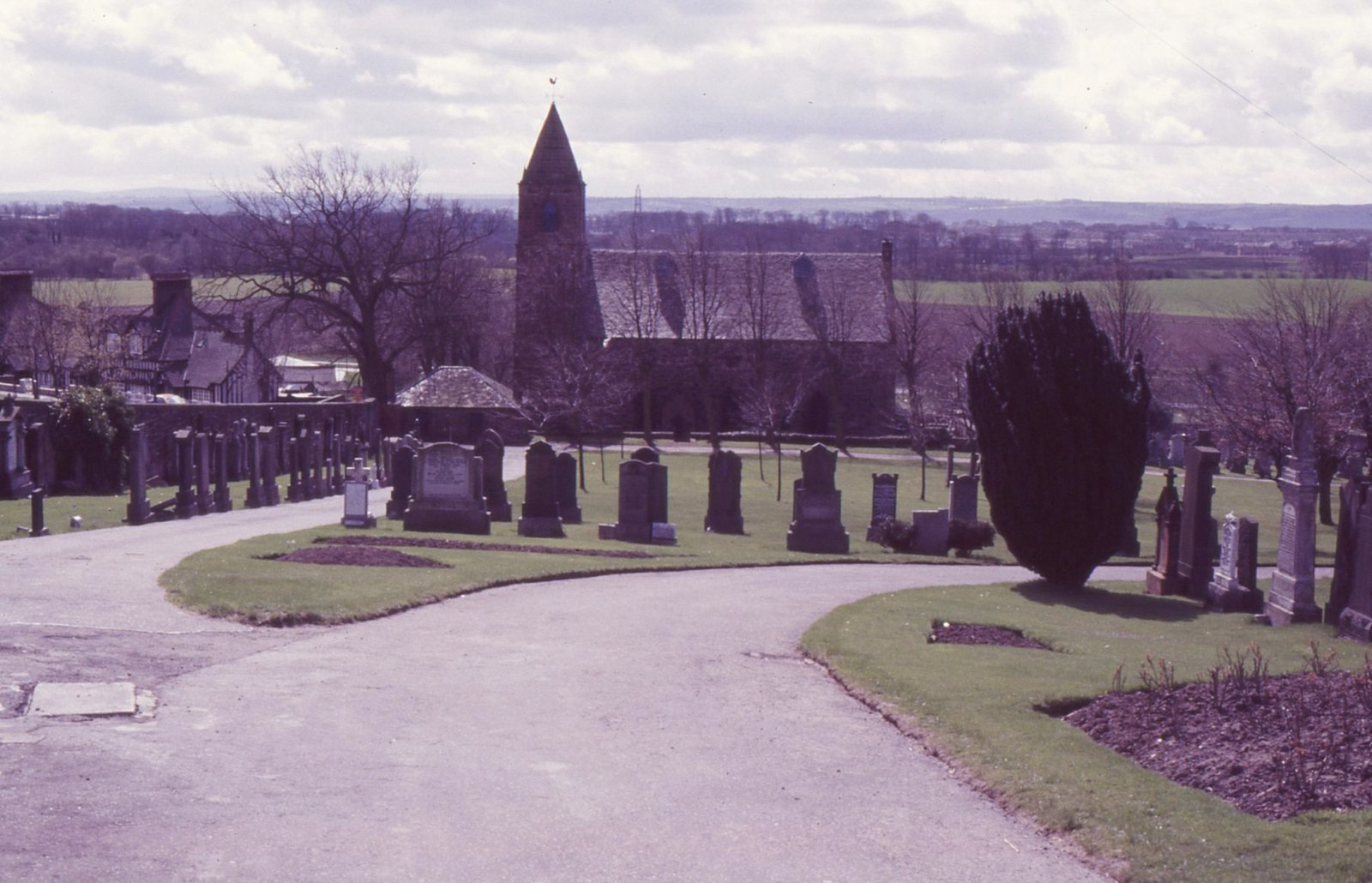
Friedhof und Kirche in Old Monkland

Old Monkland ist ein ehemaliger Ort, der östlich von Glasgow in der Region North Lanarkshire in Schottland liegt. Heute bildet es eine südliche Vorstadt von Coatbridge. 

## Geographie
Old Monkland liegt an einem Hang, der sich vom rechten Ufer des Flusses North Calder Water nach Norden erstreckt. Benachbart befinden sich Kirkwood im Westen, Langloan im Norden, Dundyvan im Nordosten sowie Rosehall im Osten. Innerhalb Coatbridges bildet die Community Council Area Kirkwood die übergeordnete Einheit.

## Historisches
Im Rahmen der historischen Gliederung Schottlands in Parishes bildet Old Monkland das religiöse Zentrum der gleichnamigen Einheit, die zu Lanarkshire gehörte. Gemeinsam mit dem angrenzenden Friedhof ist die Kirche von Old Monkland 1971 als Listed Building in der Kategorie B ausgewiesen worden.